# Moosomin
Moosomin is een plaats (town) in de Canadese provincie Saskatchewan en telt 2361 inwoners (2001).